# Rafah

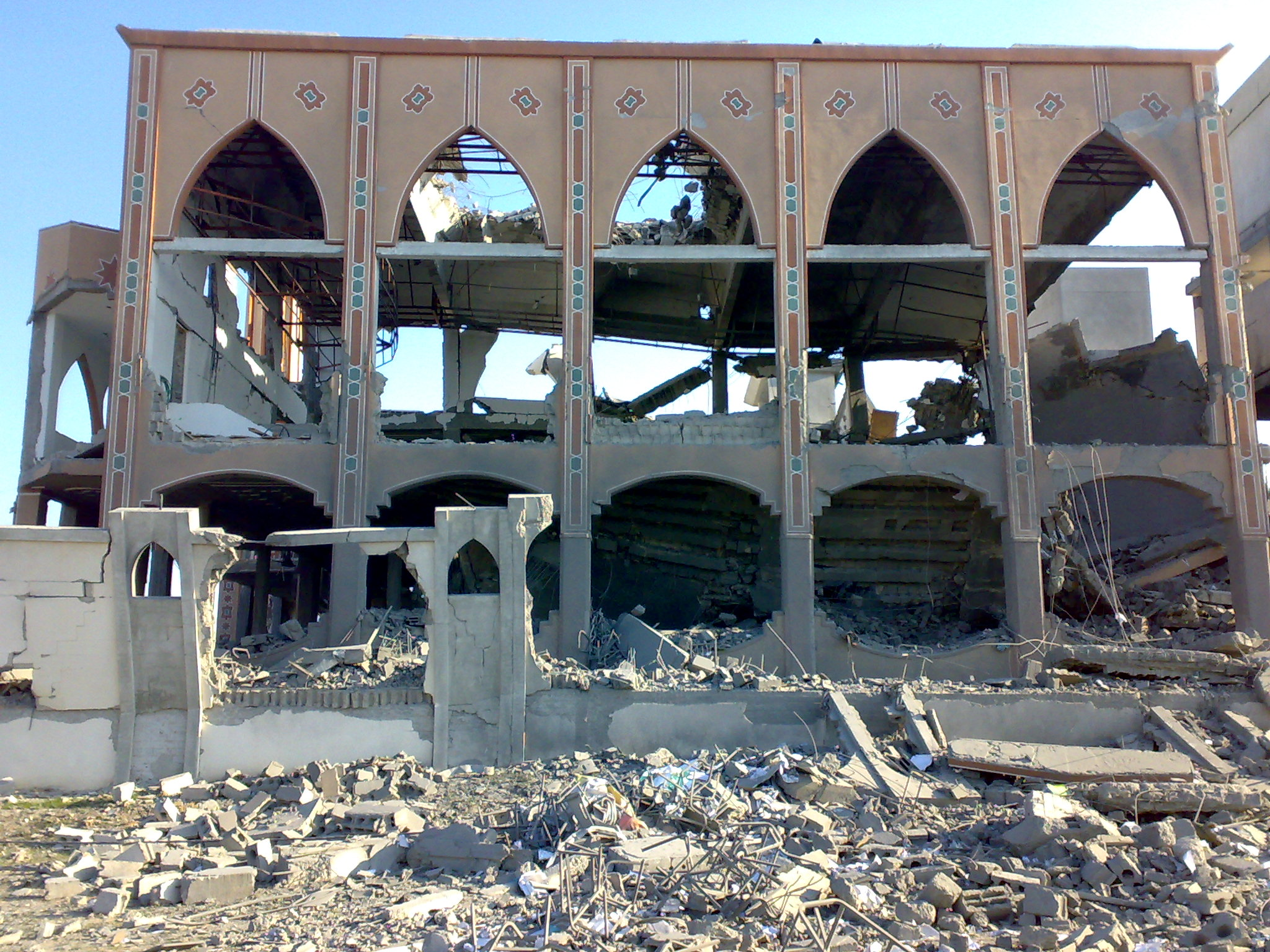
Thành đường Hồi giáo ở Rafah bị nhà nước Do Thái không kích tan hoang

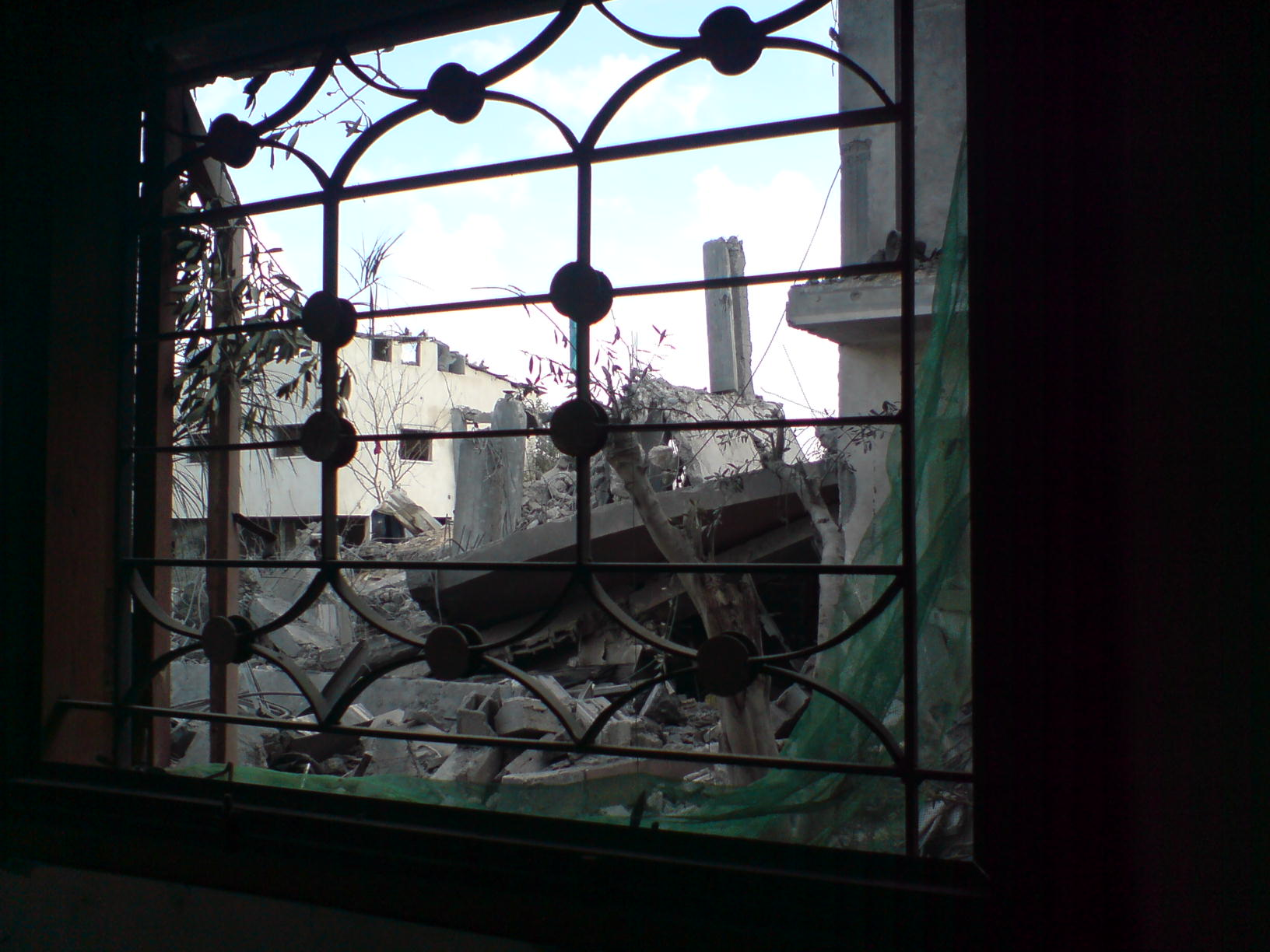
Hình chụp từ trong nhà về hậu quả từ một cuộc không kích của Nhà nước Do Thái

Rafah (tiếng Ả rập: رفح/Rafaħ, phát âm tiếng Việt như là: Ra-pha) là một thành phố của Nhà nước Palestine ở phía nam Dải Gaza. Đây là thủ đô của Nhà nước Palestine nằm cách 30km về phía tây nam của Thành phố Gaza. Năm 2017, thành phố Rafah có dân số 171.889 người. Do hậu quả của các cuộc ném bom và tấn công trên bộ lớn ở thành phố Gaza và Khan Yunis của Israel trong thời kỳ Chiến tranh Israel–Hamas dẫn đến khoảng 1,4 triệu người được cho là đang trú ẩn ở Rafah tính đến tháng 2 năm 2024.

## Tàn phá
Sau Chiến tranh Palestine năm 1948, Ai Cập quản lý khu vực và thành lập các trại tị nạn dành cho người Palestine bị buộc phải di dời. Trong cuộc khủng hoảng Suez năm 1956 liên quan đến Israel, Anh, Pháp và Ai Cập, quân đội Israel đã giết chết 111 người Palestine, trong đó có 103 người tị nạn ở trại Rafah trong vụ thảm sát Rafah. Trong Chiến tranh sáu ngày năm 1967, Israel đã chiếm đóng Bán đảo Sinai và Dải Gaza từ Ai Cập. Năm đó, quân đội Israel đã san ủi và cho nổ tung 144 ngôi nhà ở trại tị nạn Rafah, giết chết 23 người Palestine. Khi quân Israel rút khỏi Sinai vào năm 1982, Rafah bị chia cắt thành một phần Gaza và một phần Ai Cập, chia rẽ các gia đình, ngăn cách bằng hàng rào dây thép gai dày đặc, phần lõi của thành phố đã bị Israel phá hủy cũng như Ai Cập. Rafah là địa điểm của Biên giới Rafah, điểm giao nhau duy nhất giữa Ai Cập và Dải Gaza. Sân bay duy nhất của Gaza là Sân bay quốc tế Yasser Arafat nằm ngay phía nam thành phố. Sân bay hoạt động từ năm 1998 đến năm 2001, cho đến khi bị Lực lượng phòng vệ Israel (IDF) ném bom và san phẳng.
Trong cuộc chiến chiếm đóng của Lực lượng Phòng vệ Israel (IDF) tại Gaza, dân thường được yêu cầu chạy trốn đến Rafah và buộc phải di dời khỏi nhà của họ khi IDF mở chiến dịch Rafah. Mặc dù chính phủ Israel tuyên bố nửa phía nam của Gaza là vùng an toàn, IDF vẫn tiến hành ném bom trên diện rộng khu vực này, với một cuộc điều tra của tờ New York Times ước tính rằng những quả bom nặng 2.000 pound đã được thả ít nhất 200 lần ngày 21 tháng 12 năm 2023. Đến tháng 2 năm 2024, khoảng 2/3 dân số Gaza, tương đương 1,4 triệu người, đã buộc phải di dời khỏi các khu vực khác của lãnh thổ để đến Rafah, trong khi IDF tuyên bố ý định tiến vào thành phố. Các nhà phê bình đã cảnh báo về khả năng xảy ra thương vong dân sự hàng loạt trong trường hợp xảy ra xâm lược trên bộ, Tổng thư ký Liên hợp quốc António Guterres đành phải lập luận rằng "Một hành động như vậy sẽ làm gia tăng theo cấp số nhân những gì vốn đã là một cơn ác mộng nhân đạo với những hậu quả chưa thể kể xiết trong khu vực". Vào ngày 11 tháng 2 năm 2024, tờ The Wall Street Journal đưa tin rằng Ai Cập đã cảnh báo Hamas thả con tin trong vòng hai tuần nếu không sẽ phải đối mặt với một cuộc xâm lược của IDF vào Rafah. Trong chiến dịch này, IDF đã bắn phá dữ dội vào khu vực có nhiều trại tị nạn khiến 112 người thiệt mạng và một số thi thể vẫn còn dưới đống đổ nát.